# Diego Losada (baloncestista)
Diego Losada (Montevideo, 19 de febrero de 1972) es un exbaloncestista uruguayo. Jugaba en la posición de escolta y se ha consagrado ocho veces como campeón federal con varios equipos y dos veces como campeón sudamericano junto a la selección uruguaya. 

## Carrera
Losada proviene de una familia basquetbolera, siendo hijo de José "el bocha" Losada, recordado jugador de Cordón y Stockolmo, además de técnico de diversos equipos. Diego se formó en las divisiones inferiores del Club Biguá, hasta que debuta en la primera división en Cordón donde logra consagrarse campeón federal durante tres años consecutivos, 1991, 1992 y 1993, no pudiendo conservar el título en 1994 donde junto a Cordón llega hasta la semifinal. En 1995 vuelve a lograr hacerse con el campeonato, sumando por ahora cuatro federales con Cordón. En 1996 pasa a ser jugador de Club Biguá, por un tiempo pues ese mismo año tiene un pasaje por el básquetbol de Alemania. Al año siguiente vuelve al país donde juega con Welcome, durante dos años (1997 y 1998) consagrándose campeón en ambas ocasiones. En 1999 y el 2000 juega para el Club Atlético Aguada, donde durante su primer año logra llegar a la semifinal, en cambio, en el 2000 debe jugar la rueda de permanencia. Luego volvió a Cordón donde se obtuvo nuevamente el título en el 2001 y el 2002. Durante el 2003 tiene un pasaje por España, juega con Welcome el federal llegando hasta cuartos de final y junto a Paysandú BBC llega a la final de la LUB 2003, perdiendo en un final muy polémico que hizo dudar sobre el resultado del último partido. Tras esto vuelva a jugar para Aguada en los años 2004, 2005 y 2006 siendo lo más destacado la participación en la LUB 2005-06 donde logra el vicecampeonato. En sus últimos años juega en Olimpia y Unión Atlética retirándose finalmente en la LUB 2008-09 donde jugó para Tabaré llegando a los cuartos de final.

### Selección nacional
Previamente a su debut con la selección mayor participó en selecciones juveniles, siendo lo más destacado la clasificación a un mundial. Con la selección mayor jugó desde 1993 hasta el 2001 siendo sus mayores logros el consagrarse campeón en los sudamericanos de 1995 y 1997.

## Trayectoria
- Cordón - (Uruguay): 1991-1995.
- Club Biguá - (Uruguay): 1996.
- Pasaje por Alemania: 1996.
- Welcome - (Uruguay): 1997-1998.
- Aguada - (Uruguay): 1999-2000.
- Cordón - (Uruguay): 2001-2002.
- Lobos de Cantabria - (España): 2003.
- Paysandú BBC - (Uruguay): 2003.
- Welcome - (Uruguay): 2003.
- Aguada - (Uruguay): 2004-2006.
- Olimpia (Por la Liga Sudamericana) - (Uruguay): 2007.
- Unión Atlética - (Uruguay): 2007.
- Tabaré - (Uruguay): 2008.

## Palmarés

### Campeonatos nacionales
- Cordón - (Uruguay): 1991, 1992, 1993, 1995, 2001, 2002.
- Welcome - (Uruguay): 1997, 1998.

### Campeonatos internacionales
- Campeonato Sudamericano de Básquetbol - 1995, 1997 .